# Spiceland
Spiceland é uma cidade  localizada no estado americano de Indiana, no Condado de Henry.

## Demografia
Segundo o censo americano de 2000, a sua população era de 807 habitantes.
Em 2006, foi estimada uma população de 890, um aumento de 83 (10.3%).

## Geografia
De acordo com o United States Census Bureau tem uma área de
1,1 km², dos quais 1,1 km² cobertos por terra e 0,0 km² cobertos por água.

## Localidades na vizinhança
O diagrama seguinte representa as localidades num raio de 12 km ao redor de Spiceland.